# Василенко, Анатолий Стефанович
Анатолий Стефанович Василенко (род. 3 сентября 1944, Радивоновка, Запорожская область) — советский и украинский железнодорожник, партийный деятель, политик. Народный депутат Украины 3 созыва от КПУ.

## Биография
Родился 3 сентября 1944 года в селе Радивоновка, Акимовского района, Запорожская область. Русский, мать Дремина Евдокия Васильевна (1920—1968) — медсестра.
Закончил Мелитопольское железнодорожное училище № 1 (1961—1963). С июля 1963-1964, 1967—1971 — помощник машиниста. В 11.1964-11.1967 — служба в Советской армии. Член КПУ с 1971 года. Закончил Днепропетровскую дорожно-техническую школу машинистов в 1971—1972 годах. В 1971—1998 годах — машинист локомотива. Машинист локомотива I класса.
С 1971 года — секретарь комитета комсомола, С 1973 — народный заседатель, Крымский областной суд. С 1974 — член Крымского областного совета профсоюзов. С 1980 года — председатель товарищеского суда, локомотивное депо станции Симферополь. С 1983 года— член Крымского областного комитета КПУ.
С 1992 года член президиума Коммунистической партии Крыма.
Народный депутат Украины 3 созыва в марте 1998 -апреля 2002 от КПУ, № 37 в списке. На время выборов: машинист локомотивного депо станции Симферополь Приднепровской железной дороги (г. Симферополь), член КПУ. Член Комитета по вопросам строительства, транспорта и связи (с 07.1998), член фракции КПУ (с 05.1998).

## Награды
Почетный железнодорожник СССР (1990). Ордена Трудовой Славы III (1976), II (1984) степеней. Медаль «Ветеран труда» (1988).

## Семья
- жена Анохина Валентина Константиновна (1947—1999) — железнодорожница; сын Андрей — газоэлектросварщик, г. Симферополь; дочь Светлана — продавец магазина, г. Симферополь; сын Евгений — газоэлектросварщик, г. Симферополь; дочери Татьяна и Ольга.